# Skradziony list
Skradziony list (ang. The Purloined Letter) – nowela Edgara Allana Poe. Jest to jedno z trzech dzieł detektywistycznych autora, traktujące o fikcyjnym detektywie C. Auguste Dupinie. Pozostałe dwa to Zabójstwo przy Rue Morgue oraz Tajemnica Marii Roget. Utwory Poe są ważnymi prekursorami współczesnej literatury detektywistycznej. Skradziony list ukazał się po raz pierwszy w The Gift (1844) i został bardzo szybko przedrukowany w kilku magazynach i gazetach.

## Opis fabuły
Anonimowy narrator omawia kilka najbardziej spektakularnych spraw sławnego paryskiego detektywa C. Auguste Dupina, kiedy pojawia się prefekt policji, znany jako G-, pragnący przedyskutować z nim sprawę zaginionego listu.
Ten został skradziony z prywatnej kwatery pewnej kobiety przez pozbawionego skrupułów ministra D-. Zawiera on kompromitujące informacje na jej temat. D- był w owym pomieszczeniu, zlokalizował list i zamienił go na inny, niemający żadnej wagi. Będąc w jego posiadaniu, zastrasza on w ten sposób swoją ofiarę.
Prefekt wysuwa dwa wnioski, których Dupin nie neguje:
- 1. Zawartość listu dotychczas nie została ujawniona, gdyż doprowadziłoby to do określonych konsekwencji, które nie zaszły. List jest więc w dalszym ciągu w posiadaniu ministra D.
- 2. Sposobność do wyjęcia listu w odpowiednim momencie jest prawie tak samo ważna jak sam fakt jego posiadania. Dlatego szantażysta musi go trzymać pod ręką.

Prefekt oznajmia Dupinowi, że bezskutecznie próbował wraz z detektywami szukać listu w ministerialnym hotelu, zamieszkiwanym przez D-. Jego ludzie sprawdzali za tapetami i pod dywanami, badali stoły i krzesła mikroskopami oraz przekłuwali poduszki igłami, nie dostrzegając żadnych oznak ingerencji. List zatem nie został schowany w tych miejscach. Dupin pyta prefekta, czy wie dokładnie czego szuka, na co ten reaguje podaniem opisu skradzionego listu, który Dupin zapamiętuje.
Miesiąc później prefekt wraca ponownie, wciąż skonsternowany w poszukiwaniach. Jest zmotywowany aby kontynuować jak do tej pory bezowocne śledztwo w związku z obietnicą pokaźnej nagrody, która została podwojona i wynosi teraz 50 000 franków dla każdego kto będzie mu w stanie pomóc. Dupin prosi, aby ten wypisał czek, a on w zamian wręczy mu skradziony list. Szef policji jest zdumiony, lecz wie, że Dupin nie żartuje. Wypisuje czek, a detektyw oddaje mu zagubiony list. Prefekt stwierdza, że jest autentyczny i dostarcza go poszkodowanej.
W rozmowie w cztery oczy, narrator pyta Dupina jak ten zdołał go odnaleźć. Ten wyjaśnia, że paryska policja, z jej urzędową kompetencją, nie doceniła klasy przeciwnika, z którym przyszło jej się zmierzyć. Prefekt mylił się mianowicie co do oceny ministra D –, uważając go za głupca, tylko dlatego, że ten jest poetą. Analogicznie Dupin podaje przykład ośmioletniego chłopca, który zdobył niewielką fortunę od swoich przyjaciół, grając z nimi w grę parzysty – nieparzysty. Potrafił on ustalić inteligencję oponentów i wykorzystać ową wiedzę do analizy ich następnych posunięć. Detektyw tłumaczy, że D- wiedział, iż policja założyła, że schował on list w misternym miejscu, tak więc pozostawił go tam, gdzie był pozornie widoczny dla wszystkich.
Dupin zdaje następnie relację z jego wizyty u ministra w hotelu. Narzekając na słaby wzrok, założył on parę zielonych okularów, dzięki czemu mógł bez przeszkód rozejrzeć się po pomieszczeniu. Na taniej półce na kartki, wiszącej na brudnej wstążce, spostrzegł w połowie rozdarty list i rozpoznał jego nagłówek. Kontynuując konwersację, którą D- był zaintrygowany, Dupin z jeszcze większą uwagą zaczął mu się przyglądać. Nie przypominał on zguby, którą tak drobiazgowo opisywał prefekt. Detektyw przypomina sobie, że pismo na nim było inne oraz że nie był on zapieczętowany znakiem rodziny S-, ale monogramem D-. Dupin zauważył jednak, że papier był już starty, jak gdyby sztywny list był zwijany kolejno w obie strony. Stwierdził on więc, że D- napisał nowy adres na odwrocie skradzionego listu, zwinął go w odwrotną stronę i podbił własną pieczęcią.
Dupin celowo pozostawia pudełeczko tabaki jak wymówkę, aby powrócić następnego dnia. Prowadząc nadal tę samą konwersację, co dnia poprzedniego, D- zostaje wystraszony strzałem na ulicy. Gdy wygląda on przez okno, by sprawdzić co się stało, detektyw zamienia list ministra na duplikat. Dupin wyjaśnia, że pozostawił falsyfikat, aby upewnić się, że będzie w stanie bezpiecznie opuścić hotel, nie wzbudzając podejrzeń ze strony D-. Jako polityczny zwolennik królowej i stary wróg ministra, Dupin ma nadzieję, że D- będzie chciał użyć owego argumentu siły, którego w rzeczywistości już nie posiada, i doprowadzi go to do politycznego upadku. W duplikacie Dupin pozostawia notkę o jego udziale w odzyskaniu i podmianie listu, dodając że Un dessein si funeste, S'il n'est digne d'Atrée, est digne de Thyeste (zamiar tak zgubny, o ile nie jest godny Atreusza, godny jest Thyesta).

## Analiza
Dupin nie jest profesjonalnym detektywem. W Zabójstwie przy Rue Morgue, podejmuje się on rozwiązania sprawy dla rozrywki i odmawia nagrody finansowej. W Skradzionym liście jednak przejmuje sprawę w zamian za wynagrodzenie. Nie jest zmotywowany pościgiem za prawdą, podkreślone jest to brakiem informacji na temat zawartości skradzionego listu.
Jego innowacyjna metoda, dzięki której rozwiązuje zagadkę, polega na identyfikowaniu się z przestępcą. Minister i Dupin dysponują zbliżonymi umysłami, łączącymi umiejętności matematyczne i poetyckie, a ich pojedynek na rozumowanie jest do końca zagrożony patem. Dupin wygrywa z powodu jego moralnej przewagi. Minister jest pozbawiony zasad, jest szantażystą, który zdobywa władzę, wykorzystując słabość innych.
Poe mógł się identyfikować z obiema postaciami, zarówno z Dupinem jak i z D-. Tak jak Poe, te dwie figury dysponują duża siłą analityczną i bujną wyobraźnią.
Skradziony list uzupełnia podróż Dupina po różnych konstelacjach przestrzennych. W Zabójstwie przy Rue Morgue przemierza on ulice miasta, w Tajemnicy Marii Roget, prowadzi on śledztwo pod osłoną nieba, a w Skradzionym liście, jest zamknięty w swoim prywatnym pomieszczeniu. Francuski lingwista Jean-Claude Milner przypuszczał, w Détections fictives z 1985, że Dupin i D- są braćmi, bazując na odniesieniu do Atreusa i jego brata bliźniaka Tiestesa.

## Znaczenie
W maju 1844 roku Poe napisał przed publikacją do Jamesa Russella Lowella, że jest to prawdopodobnie najlepsza historia z serii jego dzieł analitycznych. Z trzech utworów detektywistycznych Skradziony list jest generalnie uważany za najlepszy. Gdy został ponownie opublikowany w 1845 na łamach The Gift, redaktor nazwał dzieło jednym z najbardziej trafnych ilustracji, stworzonych przez jedną osobę i traktujących o intrygującej grze dwóch umysłów. 
Historia została użyta przez francuskiego psychoanalityka Jacques'a Lacana i filozofa Jacques'a Derridę do prezentacji odmiennych strukturalnych interpretacji. Obaj wymienili ze sobą kilka listów traktujących o naturze pożądania.

## Publikacja
Nowela ukazała się w The Gift: A Christmas and New Year's Present w 1844. Poe dostał 12 dolarów za jej pierwszy przedruk. Została ona włączona również do zbioru z 1845 pod tytułem Tales By Edgar A. Poe.

## Literatura
- Whalen, Terance. "Poe and the American Publishing Industry" collected in A Historical Guide to Edgar Allan Poe, J. Gerald Kennedy, editor. Oxford University Press, 2001. ISBN 0-19-512150-3 p. 86
- Meyers, Jeffrey. Edgar Allan Poe: His Life and Legacy. New York: Cooper Square Press, 1992. p. 155. ISBN 0-8154-1038-7
- Quinn, Arthur Hobson. Edgar Allan Poe: A Critical Biography. Baltimore: The Johns Hopkins University Press, 1998. ISBN 0-8018-5730-9 p. 421
- Garner, Stanton. "Emerson, Thoreau, and Poe's 'Double Dupin'," collected in Poe and His Times: The Artist and His Milieu, edited by Benjamin Franklin Fisher IV. Baltimore: The Edgar Allan Poe Society, 1990. p. 141. ISBN 0-9616449-2-3
- Rosenheim, Shawn James (1997). The Cryptographic Imagination: Secret Writing from Edgar Poe to the Internet. Johns Hopkins University Press, 69. ISBN 978-0-8018-5332-6
- Cornelius, Kay. "Biography of Edgar Allan Poe," collected in Bloom's BioCritiques: Edgar Allan Poe, Harold Bloom, ed. Philadelphia: Chelsea House Publishers, 2002. p. 33 ISBN 0-7910-6173-6
- Phillips, Mary E. Edgar Allan Poe: The Man. Volume II. Chicago: The John C. Winston Co., 1926. p. 930–931
- Ostram, John Ward. "Poe's Literary Labors and Rewards" in Myths and Reality: The Mysterious Mr. Poe. Baltimore: The Edgar Allan Poe Society, 1987. p. 40